# Salvatore Giuliano
Salvatore Giuliano (Montelepre (Sicilië), 16 november 1922 – aldaar, 5 juli 1950) was een Siciliaans bandiet en nationalist. Zijn vader werkte op het land en zijn moeder Maria Lombardo Giuliano was huisvrouw.
Giuliano is bekend geworden doordat hij zou optreden als een soort Robin Hood. Hij stal voedsel, vee en geld van de rijke adel en landheren en distribueerde dit naar de armen in Montelepre en het district Castelvetrano. Men zou zijn optreden kunnen beschrijven als een vorm van sociaal banditisme.
Giuliano werd de leider van de zwarte handel die ontstond na de invasie van de Amerikanen op Sicilië. Giuliano handelde met de militairen in sigaretten, eten, kleding en schoenen. Ook had hij via de Siciliaanse Onafhankelijkheids Organisatie banden met de maffia.
Tijdens het smokkelen van 2 zakken graan ging het mis tijdens een controle door de carabinieri. Giuliano moest zijn identiteitsbewijs tonen waarop de agent hem onder schot hield met een pistool. Giuliano voelde zich bedreigd en schoot de agent neer, maar vergat zijn identiteitsbewijs mee te nemen tijdens zijn vlucht. Door dit voorval werd hij een voortvluchtige.
Tijdens de viering van 1 mei worden 11 mensen vermoord doordat het geweer van een van de bendeleden van Giuliano afwijkt. Het voorval dat plaatsvond in Portella Della Ginestra is een grote schande voor Giuliano. Het was de bedoeling de leider van de communistische partij Girolamo Li Causi uit te schakelen.
Salvatore Giuliano's goede vriend en neef Gaspare Pisciotta (wiens bijnaam Aspanu was) heeft hem verraden en tijdens een afspraak tussen de twee (op 5 of 6 juli 1950) werd Giuliano gedood in een vuurgevecht met de politie bij de ruïnes die de Acropolis van Selinunte werden genoemd, ten zuiden van Castelvetrano. In een minder geromantiseerde versie van de feiten werd Giuliano tijdens zijn slaap neergeschoten door Pisciotta zelf en werd zijn dood nadien in scène gezet.
Giuliano's leven is verfilmd in de film Salvatore Giuliano van regisseur Francesco Rosi uit 1961 en beschreven in de boeken De Siciliaan van Mario Puzo Waar ook de film The Sicillian met Cristopher Lambert als Salvatore (Turi) Giuliano over gaat en "King of the Mountain: The Life and Death of Giuliano the Bandit" van Billy James Chandler. Verder gaat het lied Turiddu (Salvatore's bijnaam) over zijn leven. Het boek van Gavin Maxwell: "God Protect Me From My Friends" is ook een van de vele geromantiseerde levensverhalen over Giuliano.